# Drimycarpus luridus
Drimycarpus luridus är en sumakväxtart som först beskrevs av Joseph Dalton Hooker, och fick sitt nu gällande namn av Ding Hou. Drimycarpus luridus ingår i släktet Drimycarpus och familjen sumakväxter. Inga underarter finns listade i Catalogue of Life.